# Echinophoria
Echinophoria is een geslacht van weekdieren uit de klasse van de Gastropoda (slakken).

## Soorten
- Echinophoria bituberculosa (Marten, 1901)
- Echinophoria carnosa Kuroda & Habe in Habe, 1961
- Echinophoria coronadoi (Crosse, 1867)
- Echinophoria emilyae (Laws, 1932) †
- Echinophoria grangei (Marwick, 1926) †
- Echinophoria hadra (Woodring & Olsson, 1957)
- Echinophoria mozambicana Bozzetti, Rosado & T. Cossignani, 2010
- Echinophoria oconnori (Dell, 1952) †
- Echinophoria oneroaensis (Powell, 1938) †
- Echinophoria pilsbryi (Woodring & Olsson, 1957)
- Echinophoria pollens (Finlay, 1926) †
- Echinophoria toreuma (Powell, 1928) †
- Echinophoria wyvillei (Watson, 1886)